# Chapelle Notre-Dame-des-Trois-Épis
La chapelle Notre-Dame-des-Trois-Épis est un monument historique situé aux Trois-Épis sur le territoire de la commune d'Ammerschwihr, dans le département français du Haut-Rhin.

## Localisation
Ce bâtiment est situé aux Trois-Épis, dans un ensemble architectural (sanctuaire Notre-Dame-de-Trois-Épis) incluant une communauté de rédemptoristes et depuis 1968 l'église Notre-Dame-de-l'Annonciation.

## Historique
L'édifice fait l'objet d'une inscription au titre des monuments historiques depuis 1988.